# 奧巴赫河 (金薩赫河支流)
48°58′01″N 12°38′42″E / 48.966814°N 12.645068°E

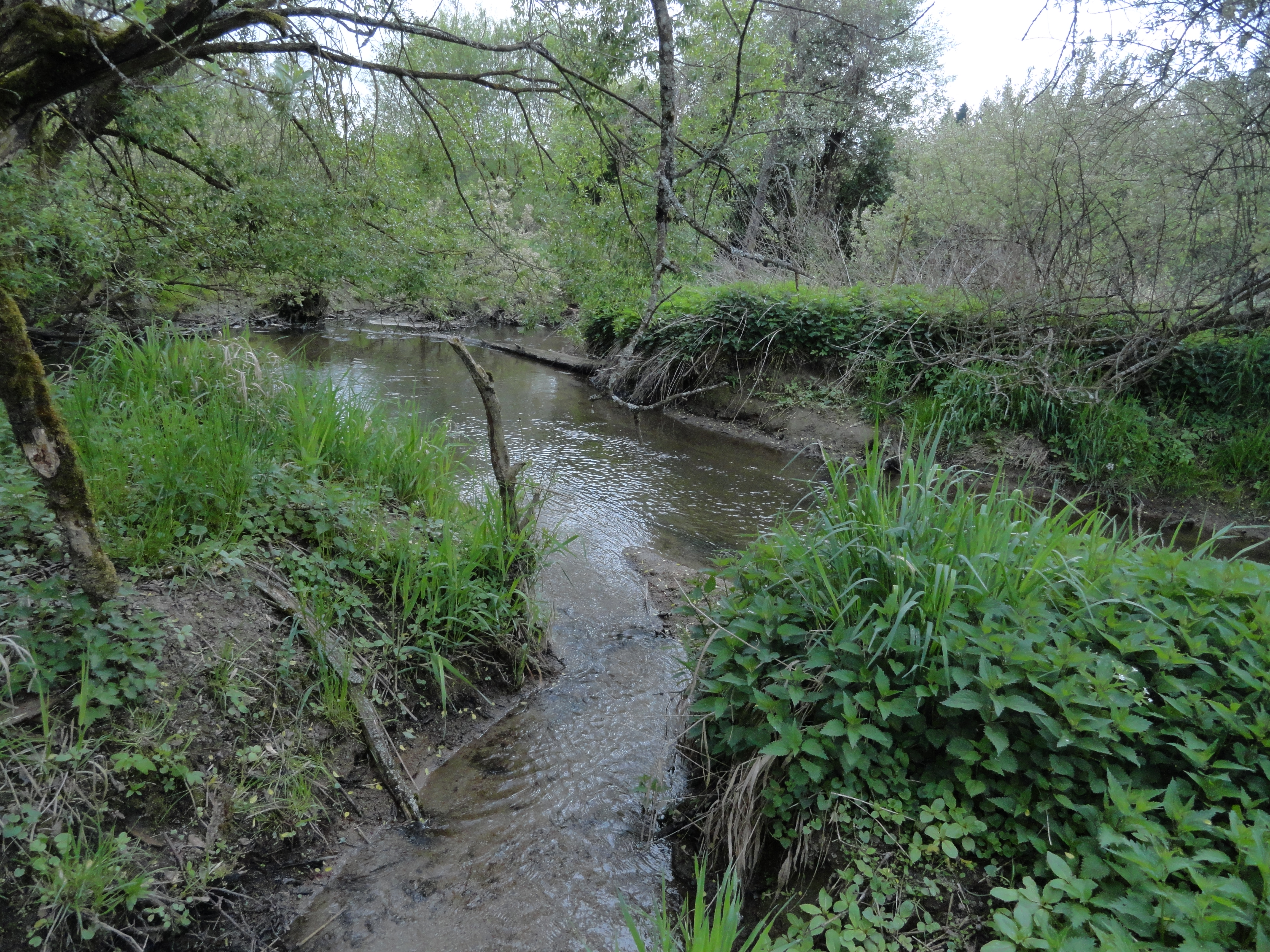

奧巴赫河（德語：Aubach），是德國的河流，位於該國東南部，由巴伐利亞負責管轄，屬於金薩赫河的左支流，河道全長4.7公里，流域面積4.2平方公里。